# Diabetologia
Diabetologia ist eine 1965 begründete wissenschaftliche Fachzeitschrift, die vom Springer-Verlag im Auftrag der European Association for the Study of Diabetes veröffentlicht wird. Hauptschriftleiter von 1965 bis 1972 war Karl Oberdisse. Derzeit erscheint die Zeitschrift monatlich. Es werden Original- und Übersichtsartikel aus dem Bereich des Diabetes veröffentlicht.
Der Impact Factor lag im Jahr 2014 bei 6,671. Nach der Statistik des ISI Web of Knowledge wird das Journal mit diesem Impact Factor in der Kategorie Endokrinologie und Metabolismus an 13. Stelle von 128 Zeitschriften geführt.
Chefherausgeberin ist Sally Marshall.